# Robert Gillan Scott
Robert Gillan Scott foi um professor de desenho da Universidade de Yale, autor do livro Design Fundamentals, de 1951, que é referência para cursos de arte, arquitetura e design em destacados centros educacionais e de pesquisa ao redor do mundo. O livro aborda aspectos da composição visual, bem como fundamentos aplicados da gestalt.
| “ | Desenhar é um ato humano fundamental: desenhamos sempre que fazemos algo por uma razão definida. | ” |